# Every Little Thing 20th Anniversary Best Hit Tour 2015-2016 〜Tabitabi〜
『Every Little Thing 20th Anniversary Best Hit Tour 2015-2016 〜Tabitabi〜』(エブリーリトルシング・コンサート・ツアー・2015-2016 タビタビ）は、日本の音楽ユニットEvery Little Thingが開催したコンサートツアー、および2016年12月14日にリリースしたDVD作品。

## 解説
映像作品としては前作『Every Little Thing Concert Tour 2014 〜FUN-FARE〜』より約2年振りとなる。
12thアルバム『Tabitabi』をコンセプトとしたライヴツアーとなっている。

## 収録曲
1. Shapes Of Love
2. Free Walkin’
3. ANATA TO
4. Time goes by
5. ソラアイ
6. レインボー
7. Everything
8. fragile
9. azure moon
10. water(s)
11. jump
12. Phone jamming <Instrumental>
13. Feel My Heart
14. Grip!
15. 出逢った頃のように
16. ON AND ON
〜ENCORE〜
17. KIRA KIRA
18. Dear My Friend
19. このは

Off-Shot from Best Hit Tour 2015-2016 〜Tabitabi〜